# 大柳屯镇
大柳屯镇，是中华人民共和国辽宁省沈阳市新民市下辖的一个乡镇级行政单位。

## 行政区划
大柳屯镇下辖以下地区：
大柳屯村、民主村、利民村、北岗村、兰家窝堡村、侯油房村、高屯村、王庄屯村、要英台村、安民村、长岗子村、辛家店村、兴隆山村、刘家窝堡村、八家子村、李屯村、苇子沟村和上营子村。